# روبرت واينبرغ (مؤلف)
روبرت واينبرغ (بالإنجليزية: Robert Weinberg)‏ (29 أغسطس 1946، نيوآرك في الولايات المتحدة - 25 سبتمبر 2016، أوك فورست في الولايات المتحدة)؛ روائي أمريكي.